# Consortium for Ocean Leadership
Joint Oceanographic Institutions (kurz JOI) bezeichnete einen 1976 gegründeten Verbund von US-amerikanischen akademischen Einrichtungen, die mit vereinten Kräften an Fragen meeresbezogener Geologie, Geophysik und Ozeanografie forschen. Bei dem Forschungs-Konsortium mit Vereinszentrale in Seattle, Washington handelt sich um eine Non-Profit-Organisation. 2007 ging diese Organisation im Consortium for Ocean Leadership auf.

## Geschichte
Bereits im Jahr 1964 schlossen sich vier Institutionen – das „Lamont-Doherty Geological Observatory“ (Columbia University), die „Rosenstiel School of Marine and Atmospheric Science“ (University of Miami), die „Woods Hole Oceanographic Institution“ und die „Scripps Institution of Oceanography“ (University of California) – zum Joint Oceanographic Institutions for Deep Earth Sampling (JOIDES) zusammenschlossen. 
Ziel war es die weltweite geologische und geophysikalische Struktur des Meeresbodens durch systematische durchgeführte wissenschaftliche Tiefseebohrungen zu untersuchen. Für das Deep Sea Drilling Project (DSDP) wurde ein speziell für solche Zwecke konstruiertes Bohrschiff, die Glomar Challenger verwendet.
Im Jahr 1968 schloss sich zunächst die University of Washington dem Projekt an und 1975 kamen die Universitäten von Hawaii, der Rhode Island, Oregon und die Texas A&M hinzu. Durch das inzwischen sehr große und komplexe Programm wurde eine neue Organisation zur Verwaltung des Projektes benötigt, so dass 1976 gegründet wurde, welches 1978 die ersten eigenen Operationen aufnahm.
Als das Deep Sea Drilling Project abgeschlossen war, hatte die Glomar Challenger mehr als 650.000 Kilometer zurückgelegt, etliche Bohrungen durchgeführt und Kernproben gesammelt. Das Programm wurde ausgeweitet und es kamen die modernsten Bohrtechniken zum Einsatz. Die sinkenden Ölpreise machten es möglich auf kommerzielle Bohrschiffe auszuweichen. Im Jahr 1983 wurde der JOI die gesamte Leitung des Ocean Drilling Programs (ODP) übertragen. Die National Science Foundation wollte dadurch sicherstellen, dass sich die Planung und Durchführung nach den Bedürfnissen der nationalen und internationalen wissenschaftlichen Gemeinschaft richten.
Im Jahr 1989 das „Council on Ocean Affairs“ (COA) ins Leben gerufen, um einer größeren Gemeinschaft die Mitgliedschaft zu ermöglichen. Das Hauptziel des Komitees war die Aufklärung über die vielfältigen Möglichkeiten, die ein fundiertes wissenschaftliches Verständnis der Meeresumwelt bieten und durch jährliche Treffen, bei denen Mitglieder des Rates, Vertretern des Kongresses und der Exekutive zusammenkamen, über den Zustand der Meere, die Erkenntnisse aus den Forschungen oder die Finanzierung der Projekte zu diskutieren. 
1994 wurde ein Konsortium für ozeanographische Forschung und Bildung, das „Consortium for Oceanographic Research and Education“ (CORE) als Abteilung des JOI eingerichtet. Die Ziele des CORE waren es neue Finanzmittel durch öffentliche, private und staatlichen Institutionen für die Meeresforschung zu erschließen, die Qualität der Ausbildung im Bereich Meereswissenschaften zu erhöhen, und die Zusammenarbeit zwischen Wissenschaftlern, Pädagogen und Nichtregierungsorganisationen zu verbessern.

## Entwicklungen 2004
Erst seit 2004 kamen die langjährigen Bestrebungen, Beobachtungsstationen im Meeresgrund zu etablieren und ihre Daten in Echtzeit auszuwerten zu können, finanziell in Reichweite und konnten umgesetzt worden. Erstmals wurden 20 seismische und hydrologische Observatorien kilometertief unter der Meeresoberfläche in den felsigen Untergrund verankert. In Bohrlöchern mit Durchmessern bis zu einem halben Meter eingebettet haben die Messinstrumente zur Bewegungs-, Druck- und Temperaturaufzeichnung einen optimalen Schutz vor Meeresströmungen.
Zunächst war die zeitnahe Auswertbarkeit etwa der Seismometer-Daten nicht gesichert, da der materielle Transfer der Datenaufzeichnungen per ferngelenkter Tauchroboter besorgt werden muss. Abhilfe versprach die US-amerikanische National Science Foundation in absehbarer Zeit zu liefern. Dort beabsichtigte man, der Unterwasser-Seismologie und weitere Geowissenschaften mit zeitgemäßer drahtloser und optischer Technologie auf die Sprünge zu helfen, um ein Netzwerk aus Tiefsee-Beobachtungsstationen aufzubauen, die „Ocean Research Interactive Observatory Networks“ oder kurz ORION genannt wurde. Die renommierte kalifornische Scripps Institution of Oceanography war verantwortlich für die Koordination dieses Projekts.
Die Sensoren werden auch militärisch genutzt, um U-Boote aufzuspüren.

## Consortium for Ocean Leadership
Im Jahr 2007 entstand aus der Fusion der Joint Oceanographic Institutions mit dem „Consortium for Oceanographic Research and Education“ das „Consortium for Ocean Leadership“. Hauptsitz der neuen Non-Profit-Organisation ist Washington, D.C. Sie repräsentiert mehr als 100 der führenden öffentlichen und privaten Bildungseinrichtungen für Meeresforschung und Aquarien. Die Organisation verwaltet die Meeresforschung und betreut Bildungsprogramme in den Bereichen wissenschaftliche Tiefseebohrungen, Meereserforschung und -beobachtung.

## Fachzeitschrift-Publikationen
- Proceedings of the ocean drilling program / Initial reports (CD-ROM mit teils elektronischen Versionen der jeweiligen Druckausgaben) ISSN 0884-5883.
- JOIDES journal (= Joint Oceanographic Institutions Deep Earth Sampling.) JOIDES Off., Seattle WA, seit 1997.